# What Will Happen to the Gang Next Year?
"What Will Happen to the Gang Next Year?" é o vigésimo segundo e último episódio da sexta temporada da série de televisão de comédia de situação norte-americana 30 Rock, e o 125.° da série em geral. Teve o seu argumento escrito pelo co-produtor executivo Matt Hubbard, e foi realizado por Michael Engler. A sua transmissão original ocorreu nos Estados Unidos na noite de 17 de Maio de 2012 nos Estados Unidos através da rede de televisão National Broadcasting Company (NBC). Dentre os artistas convidados, estão inclusos James Marsden, Mary Steenburgen, Kristen Schaal, Elizabeth Banks, Margaret Cho, Richard Dean, e Michael Mosley. O apresentador de noticiário Thomas Roberts, o activista político Cornel West, e o apresentador de televisão canadiano Pat Kiernan participaram a interpretar versões fictícias de si mesmos.
No episódio, determinado a provar que o seu casamento sobreviveu ileso ao rapto da sua esposa Avery Jessup (interpretada por Banks) pelo governo norte-coreano, o executivo Jack Donaghy (Alec Baldwin) pede a sua amiga Liz Lemon (Tina Fey) para oficiar a renovação dos seus votos de casamento. Entretanto, Criss Chros (Marsden), tenta convencer a sua namorada Lizsobre as vantagens de ter a ele por perto. Não obstante, Tracy Jordan (Tracy Morgan) encontra-se com West para discutir a sua própria influência como uma celebridade negra.
Em geral, embora não universalmente, "What Will Happen to the Gang Next Year?" foi recebido com opiniões mistas pela crítica especialista em televisão do horário nobre. De acordo com os dados publicados pelo sistema de registo de audiências Nielsen Ratings, foi assistido por 2,84 milhões de telespectadores ao longo da sua transmissão original norte-americana, e foi-lhe atribuída a classificação de 1,4 e quatro no perfil demográfico dos telespectadores entre os dezoito aos 49 anos de idade. Assim, marcou o maior número de telespectadores por um episódio de fim de temporada, e também um dos mais baixos do seriado.

## Produção

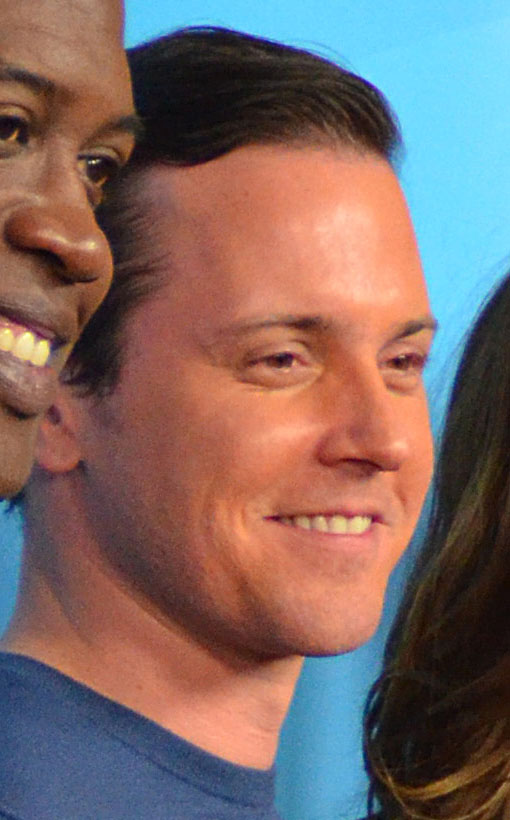
Este foi o segundo e último episódio no qual Michael Mosley participou.

"What Will Happen to the Gang Next Year?" é o vigésimo segundo e último episódio da sexta temporada de 30 Rock. O seu argumento foi escrito pelo co-produtor executivo Matt Hubbard e foi realizado por Michael Engler, marcando a décima quinta vez que Hubbard escrevia o guião de um episódio, sendo "The Ballad of Kenneth Parcell" o seu último trabalho, e a nova vez que Engler realizava um episódio, com "Hey, Baby, What's Wrong" sendo o seu último trabalho.
"What Will Happen to the Gang Next Year?" dá continuidade à trama iniciada no episódio que o antecede, "The Return of Avery Jessup", no qual a personagem Avery Jessup é devolvida aos Estados Unidos após ter sido mantida em cativeiro contra à sua vontade pelo governo da Coreia do Norte desde o episódio "Everything Sunny All the Time Always", da quinta temporada de 30 Rock. Elizabeth Banks retornou a 30 Rock para dar vida a Avery pela última vez, enquanto Michael Mosley apareceu pela primeira vez, segundo o anunciado pelo co-criador e produtor executivo Robert Carlock em entrevista ao The Hollywood Reporter dias após a morte de Kim Jong-il, Presidente da Coreia do Norte (1994-2011) interpretado pela comediante Margaret Cho em "What Will Happen to the Gang Next Year?". Pelos seus desempenhos excepcionais no episódio anterior, ambas Banks e Cho receberam nomeações individuais na categoria "Melhor Actriz Convidada em Série de Comédia" na 64.ª cerimónia anual dos prémios Emmy do horário nobre.
Em Novembro de 2011, foi confirmada a participação da actriz Mary Steenburgen na sexta temporada de 30 Rock. A sua estreia foi em "Hey, Baby, What's Wrong", no qual deu vida a Diana Jessup, sogra de Jack e mãe de Avery Jessup. Neste episódio, fez a sua terceira e última aparição em 30 Rock como esta personagem. Steenburgen retornaria em 2020 no episódio especial "30 Rock: A One-Time Special" Foi revelado ainda naquele mês que a comediante e actriz norte-americana Kristen Schaal faria uma participação em vários episódios da sexta temporada de 30 Rock. Neste episódio, o seu sétimo no seriado, Schaal interpretou a estagiária Hazel Wassername, substituta do estagiário Kenneth Parcell (Jack McBrayer). Em uma entrevista com Michael O'Connell para o portal de entretenimento The Hollywood Reporter, a actriz declarou que assistia à série há muito tempo e estava muito feliz por poder contracenar com o elenco. "What Will Happen to the Gang Next Year?" marcou também a sexta participação de Thomas Roberts, apresentador do MSNBC. Roberts fez a sua estreia na quinta temporada em "Everything Sunny All the Time Always", episódio no qual interpretou uma versão fictícia de si mesmo. Em entrevista para o blogue homossexual Towlerode em 2011, Roberts afirmou que "esperava ter um papel recorrente" no seriado, ansiando que "Liz Lemon desenvolva uma paixoneta por mim apenas para [mais tarde] descobrir que eu jogo para a outra equipa."
A participação do activista político norte-americano Cornel West foi anunciada em meados de Maio de 2012 através de uma foto sua com o elenco publicada no perfil do Twitter de Kevin Brown, intérprete de Dot Com Slattery em 30 Rock. O apresentador de televisão canadiano Pat Kiernan também participou deste episódio a interpretar uma versão fictícia de si mesmo. Segundo o revelado em entrevista ao jornal The New Yorker, Kiernan gravou a sua cena para "What Will Happen to the Gang Next Year?" na sua cabine de apresentação do NY1 e enviou-a para o pessoal da NBC. "Ele traz uma informação absolutamente crítica. Ele é provavelmente o catalisador para Liz Lemon encontrar amor," afirmou Matt Hubbard. Embora tenham tido os seus nomes creditados ao longo da sequência de créditos finais, os actores Scott Adsit e Judah Friedlander — Pete Hornberger e Frank Rossitano, respectivamente — não participaram deste episódio.
Durante a cena na qual se passa a montagem da aventura de Liz com a sua bebé/planta, no segmento "Welcome Freshman", a planta usa uma camiseta da Universidade de Virginia (UVA) e o edifício The Rotunda, localizado no campus da instituição de ensino em Charlottesville, é visível no fundo. Na vida real, Tina Fey — criadora, argumentista-chefe, produtora executiva, e actriz principal de 30 Rock  — frequentou a UVA e, em 1992, conseguiu o seu Bachelor of Arts em drama.

## Enredo
Enquanto assistia à uma entrevista entre a sua esposa Avery Jessup (interpretada por Elizabeth Banks) e o companheiro prisioneiro Scott Scotsman (Michael Mosley), Jack Donaghy (Alec Baldwin) apercebe-se que eles comunicavam-se um com o outro através do uso de um código manual e, durante o seu aprisionamento na Coreia do Norte, eles tiveram um caso amoroso. Quando confrontada por Jack, Avery admite ter tais sentimentos por Scott. Todavia, o casal insiste, mesmo assim, em seguir em frente com a renovação dos votos matrimoniais, apesar desta revelação e tensão circundar em torno do beijo entre Jack e a mãe de Avery, Diana Jessup (Mary Steenburgen). Liz Lemon (Tina Fey) oficia a cerimónia, que decorre sem problemas, apesar de vários convidados ofendidos. Quando ninguém se opõe ao casamento, Jack e Averyquestionam  simultaneamente os seus convidados, admitindo que apenas se casaram novamente por causa da filha que têm. Então, concordam em um divórcio.
Entretanto, Chriss Chros (James Marsden) usa a sua rulote de cachorros-quentes reformada para angariar o dinheiro para renovar o berçario do apartamento da sua namorada Liz, uma vez que acredita que ela iria financiar os custos caso ele não o consiga fazer sozinho. Porém, as vendas não correm bem, e Liz vê a rulote de Chriss no noticiário como o veículo de fuga de um assalto a um banco. Então, dirige-se à uma das esquadras do Departamento de Polícia de Nova Iorque e assume a culpa de modo a evitar que o seu namorado vá preso. Não obstante, a estagiária Hazel Wassername (Kristen Schaal) precisa de um lugar onde ficar devido a razões financeiras, pelo que o antigo estagiário Kenneth Parcell (Jack McBrayer) acaba por ofrecer-lhe um local onde se alojar mas, mais tarde, Jenna Maroney (Jane Krakowski) revela a Kenneth que Hazel foi a responável pela sabotagem da sua ré-aplicação ao programa de estagiários da NBC, e quando este confronta a Hazel sobre o assunto, esta declara os seus sentimentos amorosos por ele, e eles acabam por se beijar.
Finalmente, Tracy Jordan (Tracy Morgan) descobre que a sua "palhacice" actual fez dele um motivo de constrangimento para afro-americanos e um conforto para os racistas do país. Então, a fim de ajudá-lo, os amigos Grizz Griswold (Grizz Chapman) e Dot Com Slattery (Kevin Brown) agendam um encontro com o Dr. Cornel West, a quem Tracy confunde com Questlove, para que este o inspire a melhorar. Tracy visita um museu de direitos civis, onde fica inspirado a emular Tyler Perry através da criação do seu próprio estúdio de filmagens no qual apenas irá empregar afro-americanos em posições criativas.

### Análises da crítica

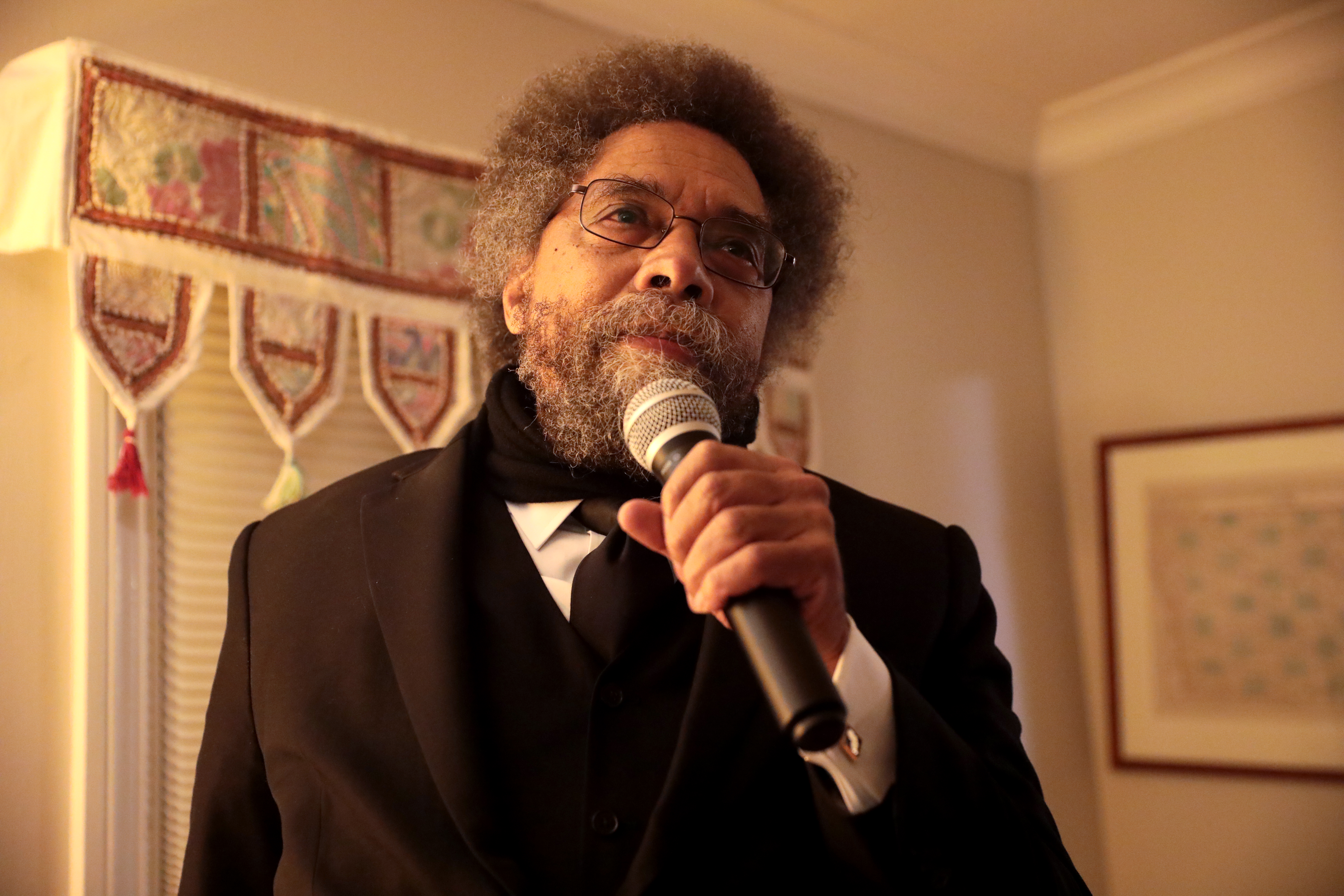
Cornel West foi elogiado pela sua participação.